# Hoyt Axton
Hoyt Wayne Axton, född 25 mars 1938 i Duncan, Oklahoma, död 26 oktober 1999 i Victor, Ravalli County, Montana, var en amerikansk singer-songwriter och skådespelare. 
Axton föddes i Duncan, Oklahoma men växte upp i Comanche i samma delstat. Hans mor var Mae Boren Axton, som bland annat var medkompositör till Elvis Presleys första hit "Heartbreak Hotel". Hans far, John T. Axton, var officer i flottan stationerad i Jacksonville, Florida, dit familjen flyttade. Axton var också verksam i flottan en tid innan han satsade på en musikkarriär på västkusten. Han släppte sin första skiva, The Balladeer, 1962. Han kom dock att få större framgångar som låtskrivare åt andra artister, som Three Dog Night (bland annat listettan "Joy to the World"), The Kingston Trio, Steppenwolf, Ringo Starr, Joan Baez, John Denver och Waylon Jennings. Han sjöng också duetter med Linda Ronstadt.
Vid sidan av musiken var han också verksam som skådespelare. Förutom gästroller i TV-serier har han synts i filmer som Svarta hingsten (1979), Liar's Moon (1982), Gremlins (1984), Änglar på rymmen (1989) och King Cobra (1999).
Axton kämpade i perioder mot drogberoende och flera av hans sånger handlar om droger. 1995 drabbades han av en stroke. Han dog av en hjärtattack 1999. Axton och hans mor invaldes postumt i Oklahoma Music Hall of Fame 2007.

## Diskografi (urval)
Album
- 1962 – The Balladeer
- 1963 – Greenback Dollar
- 1963 – Thunder'n Lightnin'
- 1963 – Saturday's Child
- 1964 – Hoyt Axton Explodes!
- 1964 – Long Old Road
- 1965 – Mr. Greenback Dollar Man
- 1965 – Hoyt Axton Sings Bessie Smith
- 1969 – My Griffin Is Gone
- 1971 – Joy To The World
- 1971 – Country Anthem
- 1973 – Less Than the Song
- 1974 – Life Machine
- 1975 – Southbound
- 1976 – Fearless
- 1977 – Snowblind Friend
- 1978 – Road Songs
- 1978 – Free Sailin'
- 1979 – A Rusty Old Halo
- 1980 – Where Did the Money Go?
- 1981 – Live!
- 1982 – Pistol Packin' Mama
- 1984 – American Dreams
- 1990 – Spin of the Wheel
- 1996 – Jeremiah Was A Bullfrog

Några av Hoyt Axtons mest kända sånger.
- "Greenback Dollar", cover av The Kingston Trio
- "The Pusher", cover av Steppenwolf från debutalbumet som utgavs 1968. Användes i filmen Easy Rider.
- "No-No Song", som blev en hit för Ringo Starr 1975.
- "Never Been To Spain", i coverversioner av Three Dog Night, Waylon Jennings, och Elvis Presley.
- "Joy to the World", med Three Dog Night 1971. No. 1 hit i USA i 6 veckor.
- "Snowblind Friend" (1971), med  Steppenwolf.
- "Lightning Bar Blues" (1973), coverversioner med Brownsville Station och Arlo Guthrie (också en hit i Finland med  Hanoi Rocks).
- "Sweet Misery" (1974), med John Denver
- "The Morning Is Here" (1974)
- "Hotel Ritz" (1979)
- "Rusty Ol' Halo" (1979)